# 経験
経験（けいけん、英語: experience、ドイツ語: Erfahrung）とは、
1. 実際に見たり、聞いたり、行ったりすること[1]。
  - 外的現実や内的現実との直接的な接触[2]。
  - 「認識」としてはまだ組織化されていない、事実の直接的な把握[2]。
  - 何事かに直接触れたり、ぶつかったりすることで、何らかの意味でその人の「自己」（人間性）を豊かにすること[2]。
  - 何事かに直接触れたりぶつかったりすることで、そこから技能や知識を得ること[2]。
2. （哲学用語）感覚や知覚によって直接的に与えられるもの[1]。感覚・知覚から始まって、道徳的行為や知的活動までを含む体験のうち、自覚されたもの[2]。

観念・認識との関係
そもそも観念や認識がどのように得られるのか、ということについて長い議論の歴史がある。プラトンは、想起（アナムネーシス）なのだ、とした。
生得観念がある、とする説もあった。
17-18世紀の経験論では、「認識の源泉はもっぱら経験だ」「一切の観念は感覚的経験から生じる」などと考え、生得観念を否定した（が、現代では、それほど単純なものではない、とされている）。
知識との関係
（本などで文字・文章を読んでも得ることができず）経験によってのみ得られる知識を経験知と言う。
人間が現実世界で生きて行くためには経験知が非常に重要なので、部屋に籠って本ばかり読んでいるのではなく、幼いうちから外の世界に出て、さまざまな経験をする（経験を積む）ことが望ましいとされている。
経験によって見出した法則を「経験則」と言う。
神経科学
20世紀の神経科学的に、「経験」に関連することを言えば、感覚器が刺激されると、感覚器の発する信号が神経を伝わり脊髄、あるいは小脳・大脳などに伝わり様々な反応が起きることは理解されるようになっている。